# Eugeniusz Knapik

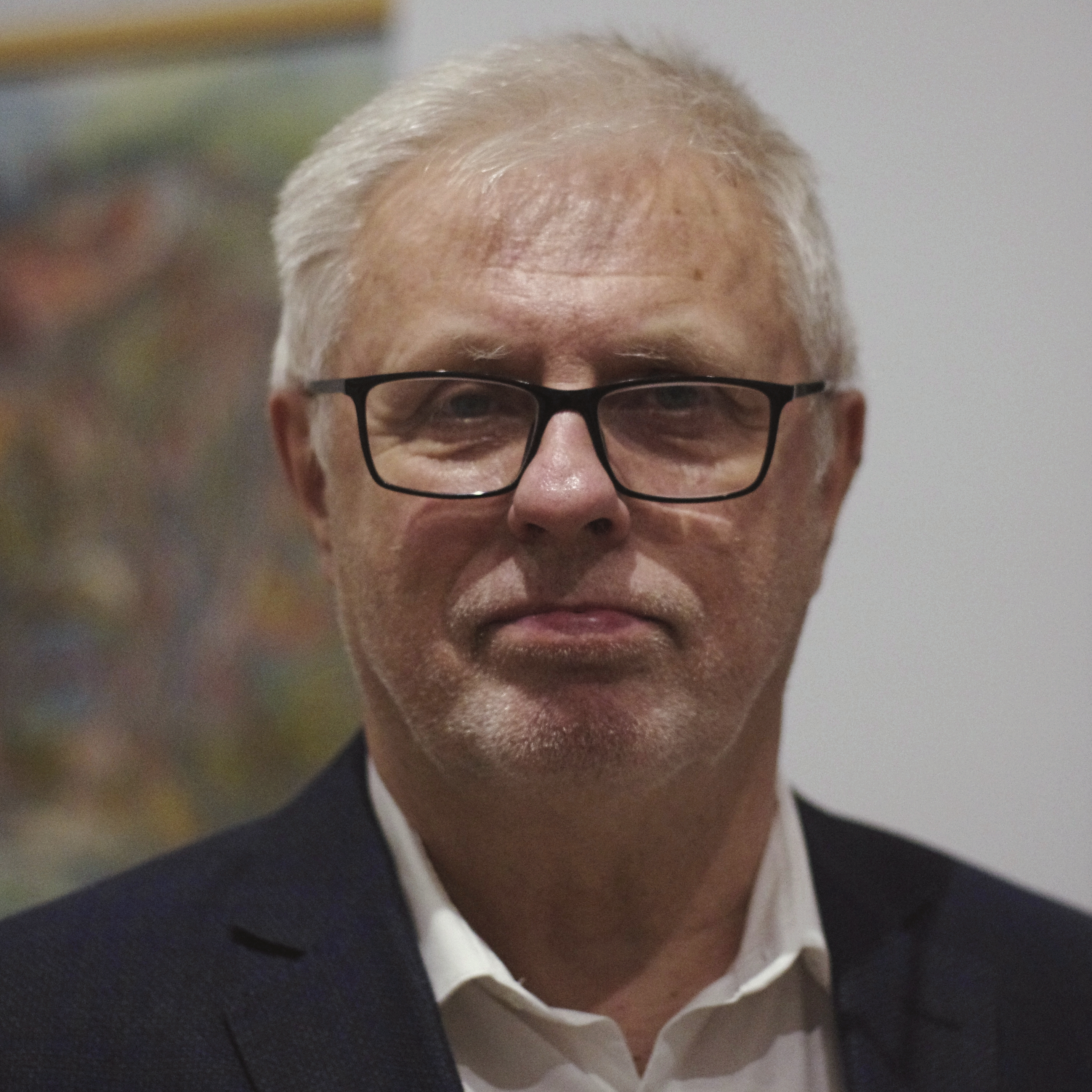
Eugeniusz Knapik (2019)

 Eugeniusz Knapik (* 9. Juli 1951 in Ruda Śląska) ist ein polnischer Komponist, Pianist und Musikpädagoge.

## Leben
Eugeniusz Knapik studierte Komposition bei Henryk Mikołaj Górecki und Klavier bei Czesław Stańczyk an der Staatlichen Musikhochschule Katowice. Als Stipendiat der französischen Regierung setzte er 1976 seine Ausbildung als Komponist bei Olivier Messiaen in Paris fort. Er ist Professor für Komposition, Dirigieren und Musiktheorie an der Musikakademie Katowice, deren Rektor er von 2002 bis 2008 war, und gründete dort 1992 das Studio für Computer- und elektroakustische Musik. Wie auch Aleksander Lasoń und Andrzej Krzanowski wird Knapik der Generation ’51 (Pokolenie '51) zugerechnet.
Als Pianist ist Knapik Spezialist für Werke von Komponisten des 20. Jahrhunderts. In kammermusikalischer Besetzung arbeitete er u. a. mit dem Kwartet Śląski, Konstanty Andrzej Kulka, Aureli Błaszczok, Piotr Pławner und anderen zusammen. Von 1979 bis 1989 gehörte er dem Programmkomitee des Warschauer Herbstes an. Viele Jahre war er Vorstandsmitglied, von 1999 bis 2003 Vizepräsident des Polnischen Komponistenverbandes.
1974 debütierte Knapik als Komponist gemeinsam mit Andrzej Krzanowski und Aleksander Lasoń beim Festival Młodzi Muzycy Młodemu Miastu in Stalowa Wola. In den folgenden Jahren gewann er zahlreiche Preise, darunter den Zweiten Preis beim Wettbewerb junges Komponisten des Polnischen Komponistenverbandes (1976), den Dritten Preis beim Internationalen Kammermusikwettbewerb in Wien (1977), den Ersten Preis beim Festival Młodzi Muzycy Młodemu Miastu (1979) und den Stanisław-Wyspiański-Preis (1985). Von 1988 bis 1995 entstand im Auftrag von Gerard Mortier, dem Direktor der Opera la Monnaie sein umfangreichstes Werk, die Operntrilogie The Minds of Helena Toubleyn nach Libretti von Jan Fabre.

## Werke
- Trzy miniatury für Klavier (1970)
- Sonata für Violine und Klavier (1971)
- Sonata für Flöte solo (1971)
- Concerto grosso No. 1 für Kammerorchester (1972–1977)
- La Flûte de jade für Sopran und Orchester nach Texten chinesischer Dichter (1973)
- Psalmy für Solostimme, gemischten Chor und großes Sinfonieorchester (1973–1975)
- Le Chant für Sopran und Orchester nach Texten von Paul Valéry (1976)
- Tak jak na brzegu morza... für Instrumentalensemble und Tonband nach Texten von Paul Valéry (1977)
- Corale, interludio e aria für Flöte, Cembalo und Streicherensemble (1978)
- Kwartet smyczkowy (1980)
- Partita für Geige und Klavier (1980)
- Hymn für Klarinette, Posaune, Cello und Klavier (1982)
- Versus I für Orgel (1982)
- Wyspy für Kammer-Streichorchester (1983–1984)
- Strofy für Bariton, Horn und Orgel (1984–1985)
- Das Glas im Kopf wird vom Glas, Oper nach dem Libretto von Jan Fabre (Erster Teil der Operntrilogie The Minds of Helena Toubleyn) (1987–1989)
- Silent Screams, Difficult Dreams, Oper nach dem Libretto von Jan Fabre (Zweiter Teil der Operntrilogie The Minds of Helena Toubleyn) (1990–1992)
- The Sound of One Hand Clapping, Ballett nach einem Libretto von Jan Fabre (1991)
- Da un'altra faccia del tempo, Ballett nach einem Libretto von Jan Fabre (1993)
- La libertà chiama la libertà, Oper nach dem Libretto von Jan Fabre (Dritter Teil der Operntrilogie The Minds of Helena Toubleyn) (1993–1995)
- Quando la terra si rimette in movimento, Ballett nach einem Libretto von Jan Fabre (1995)
- Three Solos, Ballett nach einem Libretto von Jan Fabre (1995)
- Up Into the Silence, Lieder für Sopran, Bariton, Streichquartett und Orchester nach Texten von E. E. Cummings und Jan Fabre (1996–2000)
- Tha' Munnot Waste No Time für drei oder zwei Klaviere und Klarinette (1998)
- Przystępuję do Ciebie für Sopran und Kammerorchester nach Worten von Edward Stachura (2001)
- Trio für Geige, Klarinette und Klavier (2003)
- Introduction to Mystery, Prolog zum Musikdrama Moby Dick nach Herman Melville für Tenor, Chor und Orchester (2005)
- Filo d'Arianna für Cello solo (2005)
- Moby Dick, Oper (2010)
- Tha'munnot waste no time für drei Klaviere und Klarinette (ad libitum) (2011)
- Beauty Radiated in Eternity für Chor und Orchester (2012)
- Concerto of Song Offerings für Klavier, gemischten Chor und Orchester (2014)